# Entreposto Máquinas
A Entreposto Máquinas é uma empresa portuguesa, destinada à comercialização de maquinaria pesada, principalmente para a agricultura e indústria.

## Descrição
A empresa Entreposto Máquinas é parte integrante do Grupo Entreposto, uma entidade privada portuguesa. Em 2020, a Entreposto Máquinas estava sedeada em Lisboa, e tinha pólos em Leiria, Mindelo, Setúbal e Faro, contando igualmente com cerca de 35 concessionários em todo o território nacional, incluindo nos Açores. Nesse ano, empregava cerca de cem pessoas. Em 2015 também tinha uma importante presença no mercado agrícola de Moçambique, com uma delegação na cidade de Matola, na Província de Maputo.
A sua base de negócios é centrada na comercialização de máquinas industriais, agrícolas e de transporte de mercadorias, e na prestação de serviços relacionados com estes produtos, principalmente na vertente do pós-venda e de formação aos operadores. Por exemplo, em 2011 era responsável pela importação e distribuição de produtos como tratores agrícolas Case IH e Mitsubishi, máquinas de movimentação de terras CASE e New Holland, basculantes Bell, compactadores Atlas, martelos Okada, marcadores de estradas Hofmann, e empilhadores Nissan e Still. Uma das principais marcas com as quais a Entreposto Máquinas estabeleceu uma parceria foi a Case IH, tendo sido eleita por esta empresa, em 2006, como o importador oficial para Portugal. Outra importante empresa com a qual a Entreposto Máquinas trabalhava era a UniCarriers, sendo em 2014 um dos três parceiros em Portugal daquele fabricante.
A empresa tem um Sistema de Gestão da Qualidade certificado sob a norma internacional NP EN ISO 9001:2015, e um Sistema de Gestão Ambiental, segundo a norma internacional NP EN ISO 14001:2015.

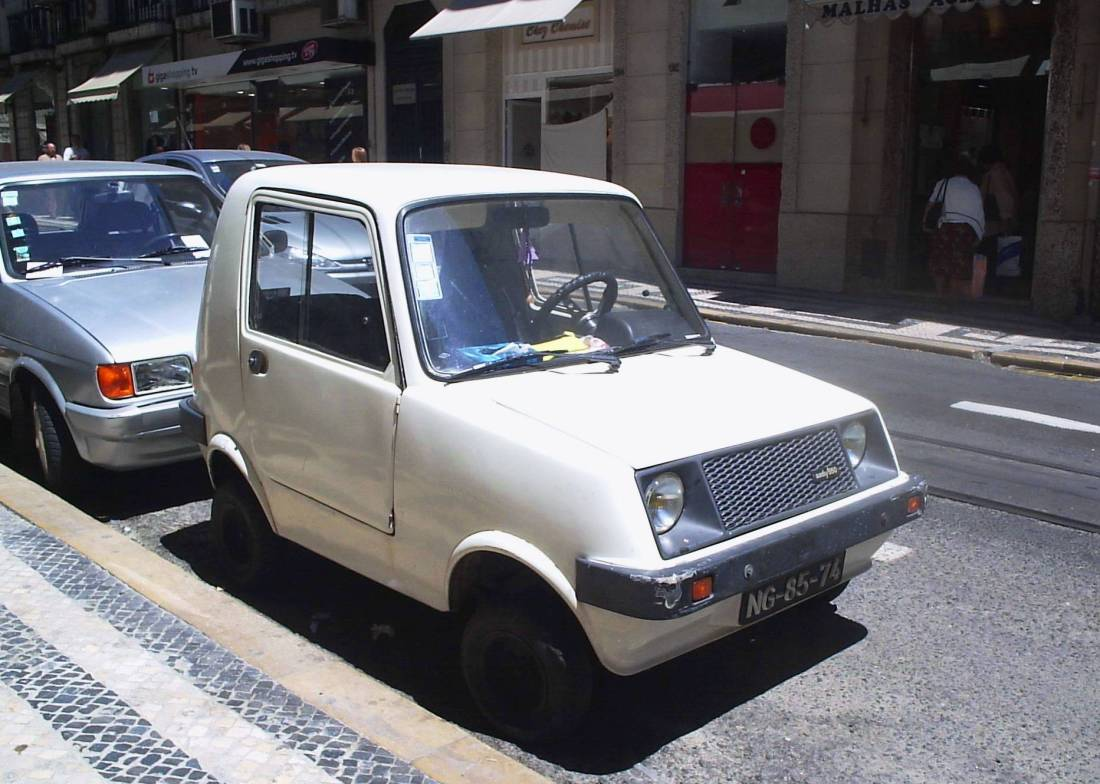
Microcarro SADO 550.

## História

### Antecedentes e formação
O Grupo Entreposto teve a sua origem em 1926, com a formação da Sociedade Agrícola do Sena em Moçambique. Esta empresa conheceu um grande desenvolvimento, e em 1967 passou a ter uma divisão em Portugal continental, o Entreposto Comercial - Veículos e Máquinas, destinada à importação, fabrico e comercialização de veículos da marca japonesa Nissan, então conhecida como Datsun. Em Dezembro de 1972 foi formada, dentro do Entreposto Comercial, a Divisão de Máquinas Agrícolas e Industriais, destinada à comercialização de equipamentos pesados para aquelas duas actividades.
Ainda durante a primeira metade da Década de 1970, o Grupo Entreposto iniciou o programa Ximba , destinado ao estudo e construção de um microcarro, e que posteriormente deu origem ao bem sucedido modelo SADO 550. Para este fim, foi planeada uma linha de montagem nas instalações da divisão de Máquinas do Entreposto.
Em 1984, devido ao crescente peso do mercado das máquinas agrícolas e industriais dentro do Grupo Entreposto, e às suas necessidades específicas, foi criada uma entidade autónoma só para este fim, a Entreposto Máquinas. Esta medida foi tomada no âmbito de um processo maior de reestruturação do Grupo, durante o qual foi reduzida a sua área industrial, e reorganizadas ou criadas novas empresas.
Em 1999, a companhia estava em plena expansão para o mercado Espanhol, tendo nesse ano contratado a empresa de publicidade Uzina para fazer uma campanha de imprensa em toda a Península Ibérica.

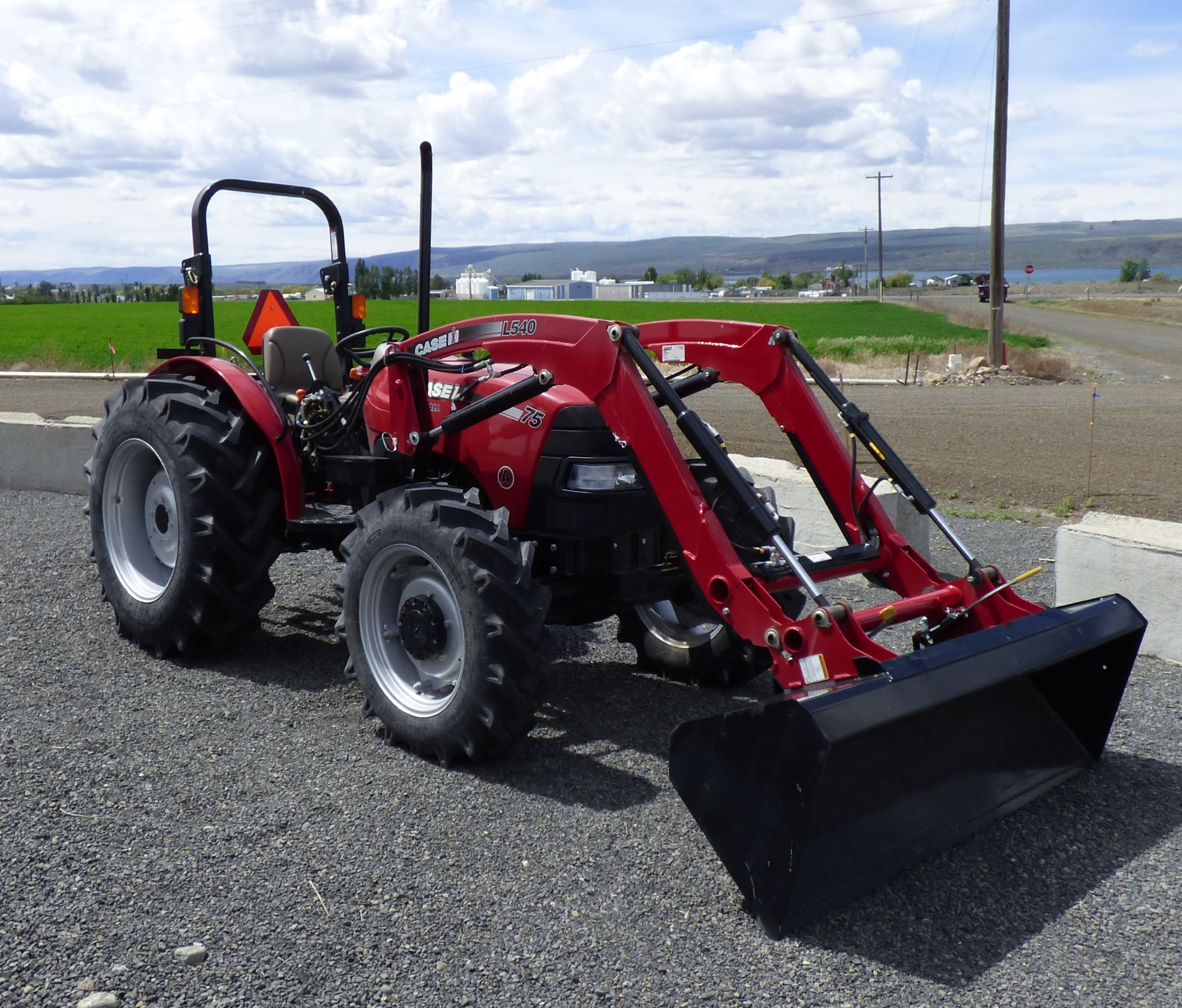
Tractor Farmall, da empresa americana Case IH.

### Século XXI
Em 2013, uma nova legislação que obrigou as escavadoras agrícolas a possuírem matrícula gerou polémica entre os agricultores no Sul do país, já que nessa altura apenas existiam duas companhias em Portugal que prestavam tal serviço, uma no Porto e outra em Braga, sendo uma destas empresas a Entreposto Máquinas. De acordo com Ana Paula Belo, da divisão de assistência da empresa, o processo para a matrícula era muito demorado, devido ao grande número de pedidos, sendo o prazo de atribuição superior a quatro meses, sendo depois esperar cerca de 45 a 60 dias até o relatório ser elaborado. Porém, este processo podia ser ainda mais demorado, uma vez que a empresa necessitava de enviar os seus próprios técnicos desde o Norte do país até ao Alentejo, de forma a verificar as condições das máquinas antes de iniciar a atribuição da matrícula.
Em 31 de Outubro de 2015, a empresa inaugurou as novas instalações na cidade de Matola, em Moçambique, tendo nessa altura divulgado um programa de impulso para a campanha agrícola nacional, através da venda de maquinaria Case IH aos agricultores com condições especiais, no sentido de desenvolver e mecanizar a agricultura no país. Segundo Daniel Bordabossana, Marketing Manager para África da marca Case  IH, «Em Moçambique, apostámos no Grupo  Entreposto como nosso parceiro exclusivo, ajudando-nos a definir estratégias que nos permitem estar cada vez mais próximos dos agricultores moçambicanos, com produtos adaptados à realidade do país». A Entreposto Máquinas iria igualmente organizar o concurso Case Rodeo para escolher os três melhores operadores de máquinas, que no ano seguinte iriam representar o país no campeonato mundial daquela indústria.
Em 2016, a Entreposto Máquinas contratou a empresa Bizdirect, do grupo Sonae, para instalar a plataforma Microsoft Dynamics CRM 2016 Online em cinco sucursais em território nacional. Em comunicado, a Bizdirect afirmou que desta forma seria possível «interligar e disponibilizar, numa única plataforma, toda a informação relativa a interações comerciais e de negócio, assegurando assim uma resposta mais rápida e eficaz aos seus clientes.». De acordo com Vítor Amorim, Director Financeiro e Coordenador do Entreposto Máquinas, no âmbito deste processo foi implementadada «uma plataforma que permitisse à equipa construir e aceder a um repositório único de informação, de forma estruturada e acessível de qualquer lugar, respondendo assim às novas exigências do negócio.». Nesse ano, a empresa participou na importante feira de equipamento agrícola Agroglobal, em Valada do Ribatejo.
Em 2018, a empresa esteve novamente presente na feira Agroglobal, onde apresentou equipamento como tractores Case IH, tractores compactos Branson, máquinas Case de construção, como retroescavadoras, uniloaders, e mini-giratórias, empilhadores multifunções e industriais Unicarriers, e plataformas de elevação Airo. A empresa expôs também várias soluções informáticas inovadoras para apoio da exploração agrícola, incluindo o sistema Advanced Farming System para mapeamento em tempo real dos campos, e os sistemas de condução automática de tractores. De acordo com Nuno Santos, director comercial da empresa, «Nos últimos 5 a 6 anos o uso de sistemas de software de ajuda à produção agrícola e à gestão da operação das máquinas têm vindo a popularizar-se.». Também apresentou diversos sistemas de telemetria, incluindo a exportação dos dados em backload nas máquinas e nas alfaias agrícolas para locais remotos, que poderiam ser acedidos por via informática como computadores e tablets. Uma das principais novidades da empresa foi o sistema HoloLens da Case IH, que permitia o serviço de assistência remoto durante a manutenção de tractores, através do uso de óculos de realidade virtual. Segundo Nuno Santos, este equipamento iria permitir que os técnicos e mecânicos pudessem « realizar o diagnóstico de uma avaria ou planificar uma intervenção de forma remota, ajudando o agricultor.».
Em 2019, a Entreposto Máquinas foi condecorada pelo conglomerado Unicarriers como o Distribuidor Internacional do Ano, distinção que é considerada de grande importância a nível europeu, e também lhe atribuiu o nível de Excelência em Vendas e Pós-Venda, com a certificação IKAM – Gestão de Key Accounts. Este prémio foi atribuído devido ao importante desempenho a nível comercial da empresa em 2018, e devido aos seus esforços no sentido de desenvolverem a sua eficácia e qualidade no serviço. Em 12 de Março de 2020, a empresa fez uma apresentação das três famílias dos tractores da firma indiana Farmtrac, no Bombarral.